# زنان در لهستان
زنان در لهستان به نقش و وضعیت زنان لهستانی در طول تاریخ این کشور می‌پردازد. شخصیت زنان لهستانی توسط تاریخ، فرهنگ و سیاست لهستان شکل گرفته‌است. لهستان سابقه طولانی در فعالیت‌های فمینیستی دارد و یکی از اولین کشورهایی در اروپا بود که حق رای زنان را تصویب کرد. اما لهستان به شدت تحت تأثیر دیدگاه‌های اجتماعی محافظه کار کلیسای کاتولیک است.

## تاریخ
تاریخ زنان در لهستان کنونی ریشه‌های بسیاری دارد و به شدت تحت تأثیر مذهب کاتولیک رومی در لهستان بوده‌است. فمینیسم در لهستان سابقه طولانی دارد و به‌طور سنتی به هفت دوره تقسیم شده‌است که احتمالاً با روشنگری قرن ۱۸ شروع می‌شود و به دنبال آن موج اول فمینیسم است. چهار دوره اولیه با تقسیمات خارجی لهستان مصادف شد که منجر به حذف دولت مستقل لهستان به مدت ۱۲۳ سال شد.

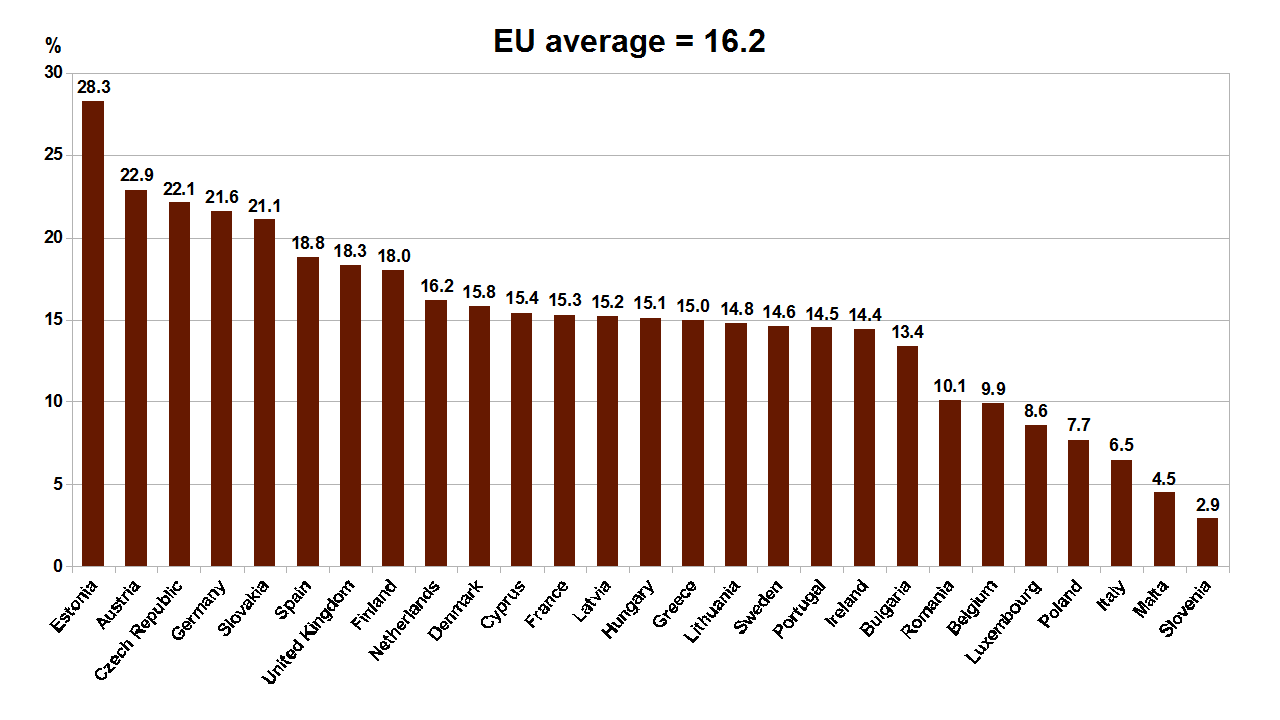
شکاف دستمزد جنسیتی در متوسط درآمد ناخالص ساعتی در کشورهای عضو اتحادیه اروپا، طبق یوروستت 2014. لهستان یکی از کمترین شکاف حقوقی جنسیتی را در اتحادیه اروپا دارد.

### ۱۹۱۸–۱۹۳۹
لهستان یکی از اولین کشورهایی بود که به زنان حقوق قانونی حق رای زنان در سال ۱۹۱۸ اعطا کرد و پس از اینکه کشور در آن سال، پس از دوره ۱۲۳ ساله تقسیم و حکومت خارجی، استقلال خود را دوباره به دست آورد، ارائه شد. در سال ۱۹۳۲ لهستان تجاوز جنسی را غیرقانونی اعلام کرد. علیرغم بهبود سیاست‌های دولت در مورد حقوق زنان، زنان لهستانی همچنان با تبعیض در سطوح مختلف مواجه بودند. دوران بین دو جنگ زمان شکل‌گیری مفهوم " سقف شیشه ای " در جامعه لهستان بود. زنان باید عمدتاً برای موقعیت‌های پردرآمد و پرستیژ با مردان رقابت می‌کردند. حقوق کمتر در درجه اول نتیجه کارایی پایین کارمندان زن در کار بدنی بود، اما بعداً در سایر بخش‌هایی که زنان به همان اندازه بهره‌وری داشتند، اعمال شد.

### کمونیسم
در دوران کمونیستی، زنان ظاهراً از حقوق قانونی برابر برخوردار بودند، و لفاظی رسمی دولت حمایت از برابری جنسیتی بود، اما مانند سایر دولت‌های کمونیستی، حقوق مدنی مردان و زنان صرفاً نمادین بود، زیرا این سیستم یک سیستم اقتدارگرا بود. زنان علیرغم اینکه عملاً تابع اقتدار مردان بودند، در رژیم کمونیستی دستاوردهایی مانند دسترسی بهتر به آموزش و مشارکت برابرتر در نیروی کار را مشاهده کردند. وضعیت بهتر زنان در دوران کمونیستی به‌طور قابل توجهی تحت تأثیر موقعیت سوسیالیستی طرفدار زاد و ولد بود که به دنبال افزایش جمعیت بود. سیاست‌های طرفدار زایمان با مزایای سخاوتمندانه مرخصی زایمان و کمک‌های دولتی به تربیت کودک اجرا شد. پس از حکومت نظامی در لهستان، اولین نشریاتی که دربارهٔ ایده‌های فمینیستی بحث می‌کردند، در حوزه عمومی ظاهر شدند، که گاهی به عنوان پوششی برای وضعیت واقعی اجتماعی در نظر گرفته می‌شدند. جامعه عمدتاً فمینیسم را به عنوان ایدئولوژی بیگانه با فرهنگ و ذهنیت لهستانی می‌دانست. رهبران کمونیست ادعا کردند که زنان در لهستان در نتیجه فرآیندهای اجتماعی سوسیالیستی به حقوق برابر دست یافته‌اند و از این بیانیه به عنوان توضیحی برای فقدان و عدم نیاز به فمینیسم در لهستان استفاده کردند. یکی از کمونیست‌های لهستانی، یک فمینیست معمولی را به عنوان یک جادوگر عجیب و غریب و پرخاشگر، که به هر حال یک لزبین است، توصیف می‌کند که دوست دارد مردی را ببیند که چهار دست و پا کنار پایش می‌رود.

### بعد از دوران کمونیسم
سقوط کمونیسم در لهستان به معنای متزلزل شدن سیاست و اقتصاد کشور و بی‌ثباتی اولیه اقتصادی و اجتماعی بود. در نیروی کار پسا سوسیالیستی، زنان عمدتاً بخش‌هایی با اولویت اقتصادی پایین‌تر و صنایع سبک را به دلیل عواملی مانند انتخاب انواع آموزش و آموزش سازگارتر با زندگی خانوادگی (معمولاً با حقوق کمتر)، تبعیض و کلیشه‌های جنسیتی اشغال می‌کردند. این الگوی نابرابری شغلی جنسیتی توسط اکثریت به عنوان نتیجه نقش اصلی زن در خانواده و همچنین فرهنگ و سنت عمیقاً ریشه دار لهستانی در سیستم پدرسالار تلقی می‌شد. دوره گذار به ویژه برای زنان دشوار بود، اگرچه مردان نیز تحت تأثیر منفی قرار گرفتند. در سال ۲۰۱۷، نرخ اشتغال زنان ۲۰ تا ۶۴ ساله ۶۳٫۶ درصد در مقایسه با نرخ مردان ۷۸٫۲ درصد بود. اگرچه لهستان تصویری از یک کشور محافظه‌کار دارد که اغلب در رسانه‌های غربی به این شکل به تصویر کشیده می‌شود، در واقع دارای تعداد بالایی از زنان حرفه‌ای و زنان در تجارت است، و همچنین یکی از پایین‌ترین شکاف‌های دستمزد جنسیتی را در اتحادیه اروپا دارد. یکی از موانعی که زنان معاصر در لهستان با آن روبرو هستند، قانون سقط جنین در لهستان است. همراه با دیدگاه افسانه ای «مادر لهستانی»، محدود کردن سقط جنین برای تشویق زنان به داشتن فرزندان زیاد استفاده می‌شود. این ایدئولوژی این دیدگاه را تقویت می‌کند که جایگاه زن در خانه است. نماد مادر لهستانی کلیشه ای است که به شدت در آگاهی لهستانی گیر کرده و توسط تاریخ پرتلاطم این کشور شکل گرفته‌است. در دوران طولانی اشغال مسئولیت حفظ هویت ملی بر عهده مادرانی بود که وظیفه اصلی آنها «تربیت فرزندان» بوده‌است. علیرغم قوانین سختگیرانه و گفتمان سیاسی محافظه کارانه، لهستان یکی از پایین‌ترین نرخ باروری در اروپا را دارد.

## زنان در ورزش
زنان لهستانی جایگاه ویژه ای در ورزش این کشور به دست آورده‌اند. ۳ مکان برتر برای بیشترین برد در محبوب‌ترین مسابقه سالانه ورزشکاران توسط زنان اشغال شده‌است. از برجسته‌ترین ورزشکاران زن لهستانی می‌توان به جاستینا کوالچیک، ایرنا شوینسکا و استانیسلاوا والاسیویچ اشاره کرد. در بازی‌های المپیک تابستانی ریو ۲۰۱۶ لهستان با ۱۰۱ ورزشکار زن نماینده داشت. آنها ۸ مدال از ۱۱ مدال را برای لهستان به دست آوردند که شامل دو مدال طلا بود.

## زنان برجسته
زنان برجسته و سرشناس در تاریخ اولیه لهستان عبارتند از: سویتوسلاوا گاهی به عنوان سیگرید مغرور یا گانهیلد اشتباه گرفته می‌شود؛ همچنین به عنوان استورادا شناخته می‌شود. ملکه جادویگا (هدویگ)، دختر پادشاه مجارستان و باربارا رادزیویل، ملکه لهستان و همسر سیگیزموند دوم آگوستوس، آخرین پادشاه مرد سلسله یاگیلونیا. در دوران روشنگری، دو زن برجسته می‌شوند: باربارا سانگوسکو، مهماندار، نویسنده و بشردوست و نوه او، تکلا ترزا لوبینسکا، نویسنده و مادر یک سلسله بزرگ هستند. امیلیا پلاتر یک انقلابی بود که با قیام نوامبر مرتبط می‌شود. در موسیقی، آهنگساز و پیانیست، ماریا شیمانوفسکا از سن پترزبورگ تا لندن مورد تحسین قرار گرفت.
ماری اسکلودوسکا دانشمند برنده جایزه نوبل بود که در اواخر قرن نوزدهم به فرانسه نقل مکان کرد. گابریلا زاپولسکا، الیزا اورزسکووا، ماریا دابروسکا، زوفیا نالکوفسکا، ماریا پاولیکوفسکا-یاسنورژوسکا و زوزانا گینزانکا از چهره‌های مهم زن در ادبیات قرن ۱۹ و ۲۰ لهستان محسوب می‌شوند. بسیاری از زنان برجسته به جنبش استقلال لهستان در اویل قرن بیستم کمک کردند. اینها شامل فعال و افسر نظامی، الکساندرا زاگورسکا، مأمور مخفی جنگ جهانی دوم، کریستینا اسکاربک، و اغلب فراموش شده، واندا گرتز و همچنین آنا والنتینوویچ، یکی از بنیانگذاران " همبستگی " ضد کمونیستی بودند. ویسلاوا شیمبورسکا شاعر لهستانی و برنده جایزه نوبل در سال ۱۹۹۶ بود. از هنرمندان زن برجسته لهستانی می توان به اولگا بوزنانسکا، آنا بیلینسکا، تامارا د لمپیکا، زوفیا استریجنسکا، ماگدالنا آباکانوویچ و آلینا ساپوچنیکوف اشاره کرد.

## سقط جنین
در سال ۲۰۲۰ دادگاه قانون اساسی لهستان حکم داد که سقط جنین به دلیل نقص جنین خلاف قانون اساسی است.
سقط جنین در لهستان در حال حاضر غیرقانونی است مگر در موارد تجاوز جنسی و زمانی که زندگی یا هر شکلی از سلامتی زن در خطر باشد.